# István Wampetits
István Wampetits (* 3. Mai 1903; † 1. Mai 1993) war ein ungarischer Fußballspieler und -trainer. Die meiste Zeit seine Trainertätigkeit verbrachte er in Schweden, wo er neben seinen ungarischen Landsmännern József Nagy, Lajos Czeizler und Kálmán Konrád als einer der Modernisierer des dortigen Fußballs gilt.

## Werdegang
Nach einer Karriere als Spieler und Trainer bei Debreceni Vasutas SC kam Wampetits auf Vermittlung seiner Landsmänner Nagy und Czeisler 1937 nach Schweden, wo er Degerfors IF betreute. Unter seiner Leitung stieg die Mannschaft im Sommer 1938 nach Erfolgen in den Aufstiegsspielen über Malmö BI in die Allsvenskan auf. Nach dem direkten Wiederabstieg dominierte die Mannschaft ihre Zweitligastaffel und wurde nach dem erneuten Aufstieg 1941 hinter Helsingborgs IF Vizemeister. In der Folge etablierte sich der Klub im mittleren Tabellenbereich. Zugleich war die Talententwicklung eine seiner Stärken, insbesondere den späteren fünffachen Torschützenkönig der italienischen Serie A Gunnar Nordahl sowie dessen Bruder Bertil holte er vom unterklassigen Amateurverein Hörnefors IF und entwickelte sie zu Nationalspielern. 
1944 wechselte Wampetits innerhalb Schwedens ins Nationalstadion Råsunda. Dort wurde er einerseits Vereinstrainer bei AIK, parallel zu seiner Tätigkeit für den Verein verpflichtete ihn der Svenska Fotbollförbundet als Betreuer der schwedischen Nationalmannschaft, die seinerzeit noch von einem Auswahlkomitee nominiert wurde. Anfang 1945 trainierte er kurzzeitig Malmö FF. 1948 übergab er seine Tätigkeiten bei AIK und dem Verband an den Engländer George Raynor, er übernahm den Göteborger Klub Örgryte IS. In den 1950er Jahren war er in Kalmar für Kalmar FF und den Lokalkonkurrenten Kalmar AIK tätig, 1959 übernahm er Halmstads BK. Nach dem Abstieg am Ende der Spielzeit beendete er sein Engagement, später trainierte er noch den finnischen Verein Helsingfors IFK.